# 500 km di Donington
La 500 km di Donington è stata una corsa automobilistica di velocità in circuito, valida per il Campionato mondiale sportprototipi nel 1989, 1990 e 1992.

## Albo d'oro
| Anno | Nome                | Piloti                           | Vettura  | Resoconto |
| ---- | ------------------- | -------------------------------- | -------- | --------- |
| 1989 | 480 km di Donington | Jean-Louis Schlesser Jochen Mass | Sauber   | Resoconto |
| 1990 | 480 km di Donington | Mauro Baldi Jean-Louis Schlesser | Mercedes | Resoconto |
| 1992 | 500 km di Donington | Mauro Baldi Philippe Alliot      | Peugeot  | Resoconto |